# Ramirezella
Genre
Ramirezella est un genre de plantes à fleurs dicotylédones de la famille des Fabaceae, sous-famille des Faboideae, originaire d'Amérique du Nord et d'Amérique centrale, qui compte dix espèces acceptées.

## Étymologie
Le nom générique, « Ramirezella », est un hommage à José Ramírez (1852-1904), botaniste mexicain.

## Liste d'espèces
Selon The Plant List (2 octobre 2018) :
- Ramirezella calcoma Ochot.-Booth & A. Delgado
- Ramirezella crassa (McVaugh) Ochot.-Booth & A. Delgado
- Ramirezella glabrata Rose
- Ramirezella lozanii (Rose) Piper
- Ramirezella micrantha A. Delgado & Ochot.-Booth
- Ramirezella nitida Piper
- Ramirezella occidentalis Rose
- Ramirezella ornata Piper
- Ramirezella penduliflora A. Delgado & Ochot.-Booth
- Ramirezella strobilophora (Robinson) Rose